# انتحار أماندا تود (طالب)
انتحار أماندا تود (بالإنجليزية: Amanda Todd)‏ (و. 1996 – 2012 م) هي طالبة كندية، ولدت في بورت كوكويتلام، كولومبيا البريطانية، شاركت في انتحار أماندا تود، توفيت في بورت كوكويتلام، كولومبيا البريطانية، عن عمر يناهز 16 عاماً، بسبب شنق.

## وصلات خارجية
- انتحار أماندا تود على موقع IMDb (الإنجليزية)

- انتحار أماندا تود في قاعدة بيانات الأفلام على الإنترنت